# ألان فرازير
ألان فرازير (بالإنجليزية: Allan Fraser) هو صحفي وسياسي أسترالي، ولد في 18 سبتمبر 1902 في أستراليا، وتوفي في 12 ديسمبر 1977 في كانبرا في أستراليا. حزبياً، نشط في حزب العمال الأسترالي. وقد انتخب عضو مجلس النواب الأسترالي عن دائرة Division of Eden-Monaro ‏ (25 أكتوبر 1969 – 2 نوفمبر 1972) وانتخب عضو مجلس النواب الأسترالي عن دائرة Division of Eden-Monaro ‏ (21 أغسطس 1943 – 26 نوفمبر 1966).